# Mountainbike

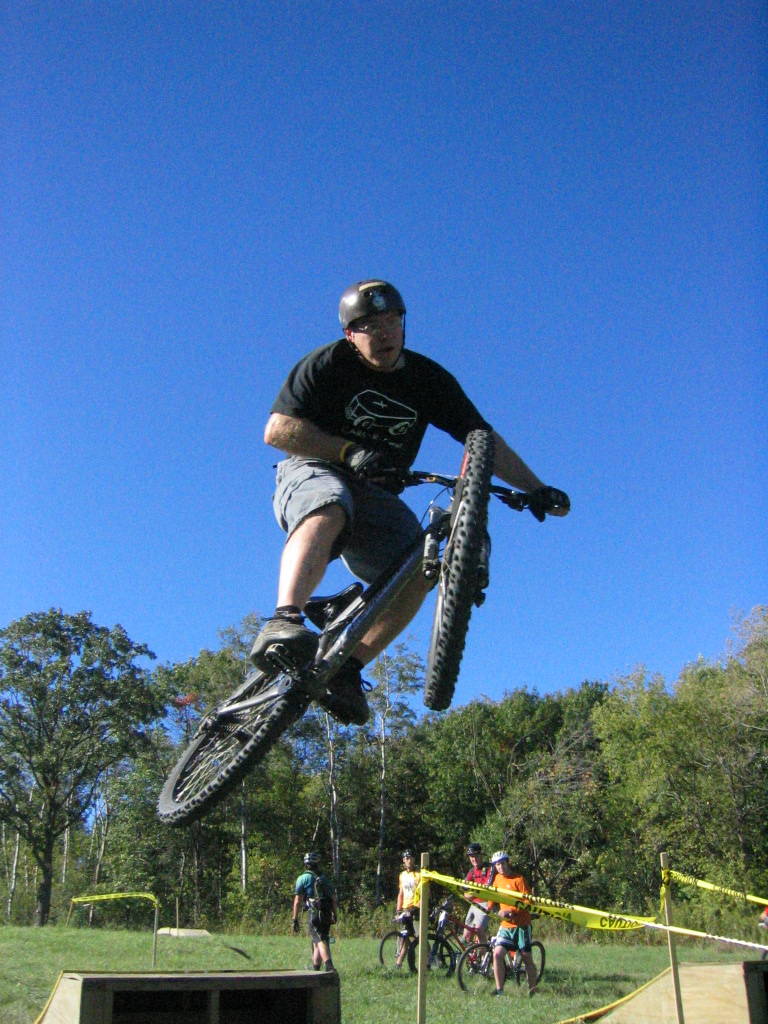
Freeride på en hardtail freeride-terrängcykel

En mountainbike eller terrängcykel är en typ av cykel som framförallt är avsedd att köras i terräng, där cyklarnas utformning även givit namn åt de olika motions- eller tävlingsdiscipliner som förekommer. Förkortas MTB.
Utmärkande drag är många växlar –  oftast 21 (3 drev vid vevpartiet och 7 kransar i bakhjulet), 24 (3 drev vid vevpartiet och 8 kransar i bakhjulet), 27 (3 drev vid vevpartiet och 9 kransar i bakhjulet) eller 30 (3 drev vid vevpartiet och 10 kransar i bakhjulet). Växlarna är i dessa fall utanpåliggande, men det finns mountainbikecyklar med endast en växel (single speed) eller med navväxlar, med eller utan fotbroms; cyklar med utanpåliggande växlar saknar fotbroms och har då endast fälgbromsar eller skivbromsar. Oavsett drivteknik har mountainbikecyklar så gott som alltid grova däck. 
Man kan dela in cyklarna i fyra huvudgrupper men varianter och kombinationer är vanliga:
- Helstel – odämpad cykel
- Hardtail (framdämpad) – cykel med stel bakdel och enbart stötdämpad framgaffel
- Heldämpad – cykel med såväl framgaffel som baksving stötdämpade
- Softtail – böjet i baksvingen, som är stelt infäst i stället för med pivot-punkter, kan tillgodogöras genom inbyggd lätt fjädring/dämpning i den bakre ramen

Mountainbiken blev populär på 1990-talet, både som träningsredskap och som transportmedel. Mountainbike introducerades som olympisk gren i OS i Atlanta 1996.

## Historia
Att utvecklingen av terrängcykeln började på USA:s västkust står relativt klart. Den vanligaste berättelsen handlar om ett gäng cyklister som började tävla mot varandra nedför Mount Tamalpais (Mt Tam) i Marin County norr om San Francisco i Kalifornien. Den lilla grusvägen hade en sträcka på tre kilometer med en fallhöjd på 400 meter. Detta har kommit att kallas "terrängcykelns födelse".
1976 är vanligtvis vedertaget som året då terrängcykeln kom till.

## Cykeldesign och tävlingsformer
Det finns ett antal olika typer av tävlingsdiscipliner, definierade av terräng och användningssätt, och därmed cyklar som är speciellt framtagna att passa för dessa. Alla cyklar faller inom någon av huvudgrupperna ovan samtidigt som alla fyra kategorier finns representerade bland nedan beskrivna specialdesign:

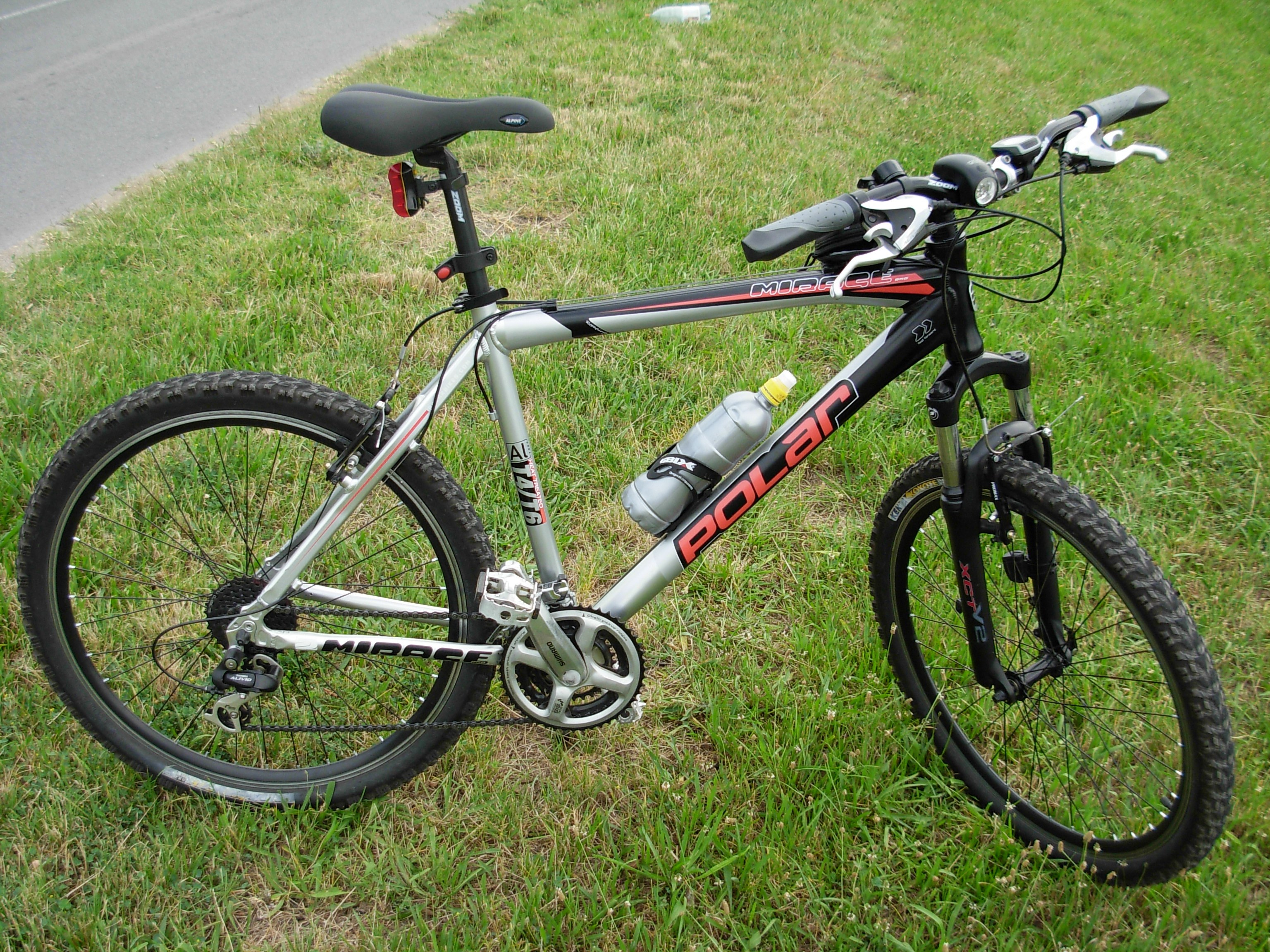
Cross country

- Cross Country (XC)-terrängcyklar har i allmänhet bara ett mindre mått av fjädring (runt 80–100 mm) fram och/eller bak och är ganska lätta, från 9 till 14 kg. Typisk cross country-terräng anses ha minst lika många uppförs- som utförslöpor, men innehåller inga stunt-moment.
- Enduro (eller "All-Mountain")-cyklar är oftast tyngre än XC-maskiner, typisk vikt mellan 14 och 16 kg. Dessa cyklar har större fjädringsomfång, ofta så mycket som justerbart till 150 mm både fram och baksving.
- Freeride-terrängcyklar liknar kraftigare Endurocyklar, med vikt efter behov (15 - 30 kg) och med bättre fjädringsegenskaper för att klara stunts och höga drops.
- Downhillcyklar är vanligen relativt tunga och kraftiga, ofta kring 16 kg och har typiskt uppåt 200 mm fjädringsomfång.

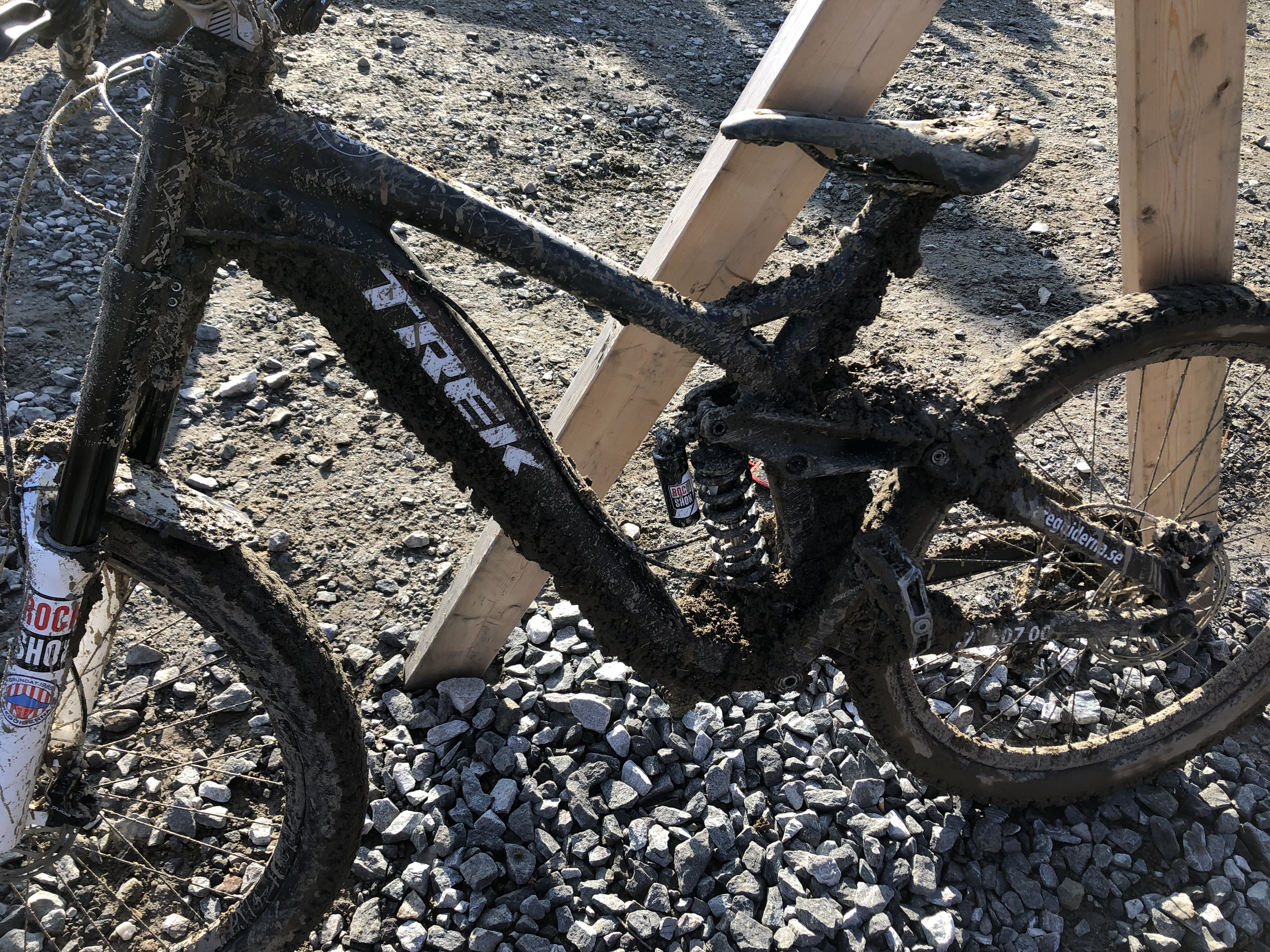
Downhill

- Trials tas fram speciellt för cykeltrial, är mycket lätta (7 –  12 kg) och saknar ofta all dämpning. Moderna cyklar saknar till och med sadel, eftersom den är i vägen för åkaren som hela tiden kör stående.
- Dirt Jumping, Urban och Street-terrängcyklar är en mellanform till trial-maskin, BMX och freeride-cykel. Dessa cyklar används främst i hopp.
- Single-speed är en terrängcykel med fast utväxling. Utväxlingen beror helt på terrängen och den individuella åkarens styrka och skicklighet.
- Mountain Cross eller "4X racing" är ett ganska nytt åksätt utför, där fyra åkare samtidigt på en preparerad BMX-lik bana tävlar om att komma först ned.
- North Shore är en stuntform med ursprung från den besvärliga terrängen i Vancouver, på Kanadas västra kust, där man cyklar på smala träbanor som kan vara uppsatta i träd och även på mark.

### Tävlingsdiscipliner
I mästerskapssammanhang tävlar man (åtminstone i Sverige) i följande:
- Downhill (DHI)
- Enduro (END)
- Cross Country:
  - Cross Country Eliminator (XCE)
  - Cross Country Short Track (XCC)
  - Olympisk Cross Country (XCO)
  - Cross Country Marathon (XCM)
  - Cross Country Time Trial (XCT)

En annan indelning är baserat på konditionskrävande långlopp gentemot utförsåkning i branta backar.
- Långlopp: cross country (XC), tempo, maraton, stafett
- Utförsåkning: downhill (DH), parallellslalom, 4-cross (4X)

## Skydd
Fullface är en terrängcykelhjälm som ser ut som en motocrosshjälm. Den är en slags integralhjälm som skyddar både ansiktet och hjässan. Fullfacehjälmen väger ungefär 1 kg, vilket är tyngre än en klassisk terrängcykelhjälm. 
Några företag som tillverkar fullfacehjälmar är Troy Lee Designs, 661 och Giro.

## Kända terrängcyklister
- Gunn-Rita Dahle (Norge)
- Anna Enocsson  (Sverige)
- Maria Östergren  (Sverige)
- Alexandra Engen (Sverige)
- Fredrik Kessiakoff (Sverige)
- Martin Söderström (Sverige)
- Roger Persson  (Sverige)
- Jenny Rissveds (Sverige)

## Svenska mästare, MTB Cross Country[3]

### Herrar

#### Herrseniorer
- 1993: Bernt Johansson, Karlstads CA
- 1994: Roger Persson, MTB-91 Falkenberg
- 1995: Roger Persson, MTB-91 Falkenberg
- 1996: Roger Persson, MTB-91 Falkenberg
- 1997: Dan Kullgren, Skoghalls CK-Hammarö
- 1998: Dan Kullgren, Skoghalls CK-Hammarö
- 1999: Philip Tavell, Team CyclePro CK, Stockholm
- 2000: Henrik Sparr, CK Ceres, Katrineholm
- 2001: Dan Kullgren, CK Filip, Filipstad
- 2002: Magnus Palmberg, Sandvikens CK
- 2003: Magnus Palmberg, Sandvikens CK
- 2004: Fredrik Kessiakoff, Spårvägen CF
- 2005: Fredrik Modin, CSK Ludvika
- 2006: Fredrik Kessiakoff, Spårvägen CF
- 2007: Fredrik Kessiakoff, Götene CK
- 2008: Fredrik Kessiakoff, Götene CK
- 2009: Magnus Palmberg, OK Hammaren
- 2010: Magnus Darvell, Team Kalas
- 2011: Emil Lindgren, Alingsås SC
- 2012: Emil Lindgren, Alingsås SC
- 2013: Matthias Wengelin, CK Natén Säter
- 2014: Emil Lindgren, CK Natén Säter
- 2015: Calle Friberg, Spårvägens CF
- 2016: Matthias Wengelin, CK Natén Säter
- 2017: Emil Lindgren, CK Natén Säter
- 2018: Emil Lindgren, Serneke Allebike CK
- 2019: Matthias Wengelin, Länna Sport CK

##### Lagtävling
- 1993: Team Sportia CK Karlskoga (Henrik Öhrn, Lennart Persson, Kjell Nilsson)
- 1994: Team Sportia CK Karlskoga (Kjell Nilsson, Henrik Öhrn, Lennart Persson)
- 1995: Karlstads CA (Jan Olm, Anders Westberg, Erik Birgersson)
- 1996: CK Ceres, Katrineholm (Erik Jungåker, Martin Lundberg, Esa Rosendahl)3
- 1997: Härnösands CK (Stefan Nilsson, Jonathan Bjömler, Dan Holmgren)
- 1998: Upsala CK (Kim Eriksson, Fredrik Ericsson, Jimmy Bjöörn)
- 1999: Sandvikens CK (Anders Wickholm, Jonas Palmberg, Erik Wickholm)
- 2000: Sandvikens CK (Magnus Palmberg, Jonas Palmberg, Carl-David Hagerbonn)
- 2001: Kvänums IF (Philip Tavell, Richard Karlsson, Jonathan Björnler)
- 2002-: Inget lagmästerskap arrangerades på denna distans

#### U 23
- 1999: Erik Jungåker, Skövde CK
- 2000: Jens Westergren, Varbergs MTB
- 2001: Daniel Eriksson, Trosa-Vagnhärads CK
- 2002: Fredrik Kessiakoff, Team Crescent CK
- 2003: Calle Friberg, Spårvägens CF
- 2004-: Inget mästerskap arrangeras på denna distans

##### Lagtävling
- 1999: Inget lagmästerskap p.g.a för få startande lag
- 2000: Inget lagmästerskap p.g.a för få startande lag
- 2001: Uddevalla TCK (Pär Andersson, Johan Norgéus, Marcus Bohlin)
- 2002-: Inget lagmästerskap arrangerades på denna distans

### Damer

#### Damseniorer
- 1993: Annika Johansson, CK Stefaniterna, Stockholm
- 1994: Lina Bergström, Bergscykelsällskapet Yeti, Stockholm
- 1995: Annica Jonsson, Västerås CK
- 1996: Annica Jonsson, Västerås CK
- 1997: Annica Jonsson, Västerås CK
- 1998: Annica Jonsson, Västerås CK
- 1999: Annica Jonsson, Team CyclePro CK, Stockholm
- 2000: Annica Jonsson, Team Mälarenergi CK, Västerås
- 2001: Anna Enocsson, Motala AIF- CK
- 2002: Anna Enocsson, Motala AIF-CK
- 2003: Maria Östergren, Södertälje CK
- 2004: Anna Enocsson, Motala AIF CK
- 2005: Maria Östergren, CK Uni
- 2006: Maria Östergren, CK Uni
- 2007: Alexandra Engen, Jönköpings CK
- 2008: Alexandra Engen, Jönköpings CK
- 2009: Alexandra Engen, Jönköpings CK
- 2010: Alexandra Engen, Jönköpings CK
- 2011: Alexandra Engen, Jönköpings CK
- 2012: Alexandra Engen, Jönköpings CK
- 2013: Jenny Rissveds, Falu CK
- 2014: Jenny Rissveds, Falu CK
- 2015: Jenny Rissveds, Falu CK
- 2016: Jenny Rissveds, Falu CK
- 2017: Jenny Rissveds, Falu CK
- 2018: Jenny Rissveds, Falu CK
- 2019: Jenny Rissveds, Falu CK

#### Lagtävling
- 1993: Inget lagmästerskap p.g.a för få startande lag
- 1994: Inget lagmästerskap p.g.a för få startande lag
- 1995: Inget lagmästerskap p.g.a för få startande lag
- 1996: Inget lagmästerskap p.g.a för få startande lag
- 1997: Borås CA (Emelie Öhrstig, Anna Kopp, Camilla Andersson)
- 1998: Inget lagmästerskap p.g.a för få startande lag
- 1999: Inget lagmästerskap p.g.a för få startande lag
- 2000: Inget lagmästerskap p.g.a för få startande lag
- 2001: Inget lagmästerskap p.g.a för få startande lag
- 2002-: Inget lagmästerskap arrangerades på denna distans